# Giuseppe Ambrosini
Giuseppe Ambrosini (Bologna, 13 novembre 1886 – Cesena, 24 giugno 1980) è stato un giornalista sportivo italiano, fondatore del «Guerin Sportivo» e testimone dei grandi avvenimenti sportivi fin dagli anni dieci, in particolar modo di ciclismo. Dal 1950 fu direttore della «Gazzetta dello sport» nonché direttore di corsa del Giro d'Italia negli anni d'oro di Coppi e Bartali.

## Biografia
Nato a Bologna, si trasferì con la famiglia a Cesena all'età di 4 anni. La sua formazione si svolse tra la cittadina romagnola e Torino. Nel capoluogo sabaudo fu fondatore, insieme ad alcuni amici universitari, del «Guerin Sportivo» (1912). L'anno successivo collaborò allo Sport del popolo, supplemento sportivo della torinese «Gazzetta del Popolo». Si laureò in legge, avendo peraltro già deciso che la sua vocazione era quella del giornalismo.

Il padre, che lo voleva avvocato, lo fece trasferire a Cesena  gli trovò un impiego come segretario dell'Associazione agricoltori. Nella cittadina romagnola Ambrosini conobbe lo scrittore e letterato Renato Serra, di soli due anni più grande. Tra i due nacque una spontanea amicizia. Nel 1915, con l'ingresso dell'Italia nella prima guerra mondiale Ambrosini e Serra furono chiamati alle armi. L'amico Serra morì il 20 luglio dello stesso anno mentre Ambrosini combatteva sul Carso.
Dopo aver ottenuto il congedo, Ambrosini non poté tornare a Cesena: il padre gli trovò un impiego a Roma presso l'Associazione proprietari terrieri della capitale. Nel 1925 lasciò la capitale e si trasferì a Torino. La passione giornalistica aveva prevalso: entrò come redattore capo al «Paese sportivo». Alla fine degli anni 1920 collaborò a «Lo sport fascista» di Lando Ferretti (presidente del CONI dal 1925 al 1928).
Nel 1932 venne chiamato alla «Stampa». Il direttore Augusto Turati lo incaricò di riorganizzare la redazione sportiva e di seguire in particolare il ciclismo. Le conoscenze acquisite con l'esperienza e con il lavoro fecero diventare Ambrosini uno dei maggiori esperti del settore. Risalgono a questo periodo le prime nomine a direttore di corsa. Nel 1942 fu nominato direttore del primo corso per istruttori di ciclismo. Si tenne a Cesena tra gennaio e febbraio del 1943. Rimase a lungo il modello per i corsi del suo genere.
A coronamento della sua brillante carriera giornalistica, dal 1950 al 1961 fu direttore della «Gazzetta dello Sport». Concluse la carriera a «Tuttosport» ed al compimento dei 75 anni si ritirò dalla professione attiva.

## Opere
A fine carriera Giuseppe Ambrosini si dedicò alla stesura di libri sul ciclismo, in particolare sulla tecnica della bicicletta e sulla metodologia dell'allenamento. È autore della fondamentale monografia Prendi la bicicletta e vai! Manuale dell'istruttore e del corridore ciclista (1952). Il libro fu tradotto in sette lingue, fra le quali il giapponese. Altri titoli:
- Romagna sportiva (Bologna, 1963);
- Sport, gioia di vivere (Roma, 1964).

## Premi e riconoscimenti
Nel 1948 in occasione del 50º anniversario della F.I.G.C. fu insignito del titolo di pioniere del calcio italiano essendo stato uno dei primi arbitri del calcio italiano
Autore di libri diventati dei classici della letteratura sportiva, nel 1963 Ambrosini ricevette il "premio Saint Vincent per il giornalismo".

## Intitolazioni
La città di Cesena gli ha intitolato una via nei pressi dell'Ippodromo; a Forlì il Ginnasio Sportivo in Viale della Libertà porta il suo nome.

## Fondo Ambrosini
Nel 2002 la figlia Tina ha donato alla Biblioteca Malatestiana l'archivio fotografico del padre. Comprende circa 500 positivi, oltre ad articoli di giornale, libri e periodici.